# El Carmen (Ahualulco de Mercado)
El Carmen es una localidad del estado mexicano de Jalisco. Es parte del municipio de Ahualulco de Mercado.

## Demografía
| Gráfica de evolución demográfica |
|                                  |

| Censo | Población |
| ----- | --------- |
| 1900  | 776       |
| 1910  | 1 378     |
| 1921  | 1 266     |
| 1930  | 828       |
| 1940  | 714       |
| 1950  | 822       |
| 1960  | 943       |
| 1970  | 1 132     |
| 1980  | 1 116     |
| 1990  | 1 332     |
| 2000  | 1 487     |
| 2010  | 1 557     |
| 2020  | 1 612     |